# Dulce de Jesus Soares
Dulce de Jesus Soares és una política de Timor Oriental. Membre del Congrés Nacional per la Reconstrucció Timoresa (CNRT), és actualment, i d'ençà del mes de juny de 2018, ministra d'Educació, de Joventut i d'Esports.